# Warren (Vermont)
Warren es un municipio situado en el condado de Washington, Vermont, Estados Unidos. Tiene una población estimada, a mediados de 2022, de 1987 habitantes.

## Geografía
Está ubicado en las coordenadas 44°06′45″N 72°52′27″O / 44.11250, -72.87417 (44.112526, -72.87403).

## Demografía
Según la estimación 2017-2021 de la Oficina del Censo, los ingresos medios de los hogares de la localidad son de $66,136 y los ingresos medios de las familias son de $90,536. Alrededor del 15.5% de la población está por debajo de la línea de pobreza.

## Economía
La principal actividad económica que se desarrolla en la localidad es el turismo.
El complejo turístico Sugarbush Resort se extiende a lo largo de dos montañas y 111 senderos entre Lincoln Peak y Mt Ellen (el tercer pico más alto de Vermont), conectados mediante telesilla y autobús.